# Jan ten Compe
Jan ten Compe (Amsterdam, 14 februari 1713 – aldaar, 11 november 1761) was een Nederlands kunstschilder, graficus en kunsthandelaar.
Ten Compe groeide op in het Amsterdamse Diaconie Weeshuis der Hervormden. Al op jonge leeftijd kwam hij in de leer bij Dirk Dalens III. Mogelijk is hij ook een leerling geweest van Jacob de Wit.
Hij legde zich voornamelijk toe op stadsgezichten en liet zich daarin inspireren door het werk van Gerrit Berckheyde, Cornelis Pronk en Jan van der Heyden. Ten Compe werd allengs de meest gerenommeerde schilder van stadsgezichten in de eerste helft van de achttiende eeuw. De details in zijn stadsgezichten schilderde hij zeer minutieus, zodat zijn werken ook topografisch van belang zijn. Amsterdam was zijn voornaamste onderwerp. Daarnaast schilderde hij tussen 1740 en 1755 een aantal Haagse gezichten, aangezien hij toen met enige regelmaat daar woonachtig was. Ook plaatsen als Delft, Haarlem, Heemstede, Leiden, Rotterdam en Utrecht komen voor in zijn werk.
Al tijdens zijn leven waren zijn schilderijen bijzonder in trek bij de gegoede burgerij en behaalden ze hoge prijzen. Van na 1757 is geen enkel werk van Jan ten Compe bewaard gebleven. Waarschijnlijk was hij aan de drank verslaafd geraakt en kon hij daardoor in de laatste jaren van zijn leven niet meer werken. 

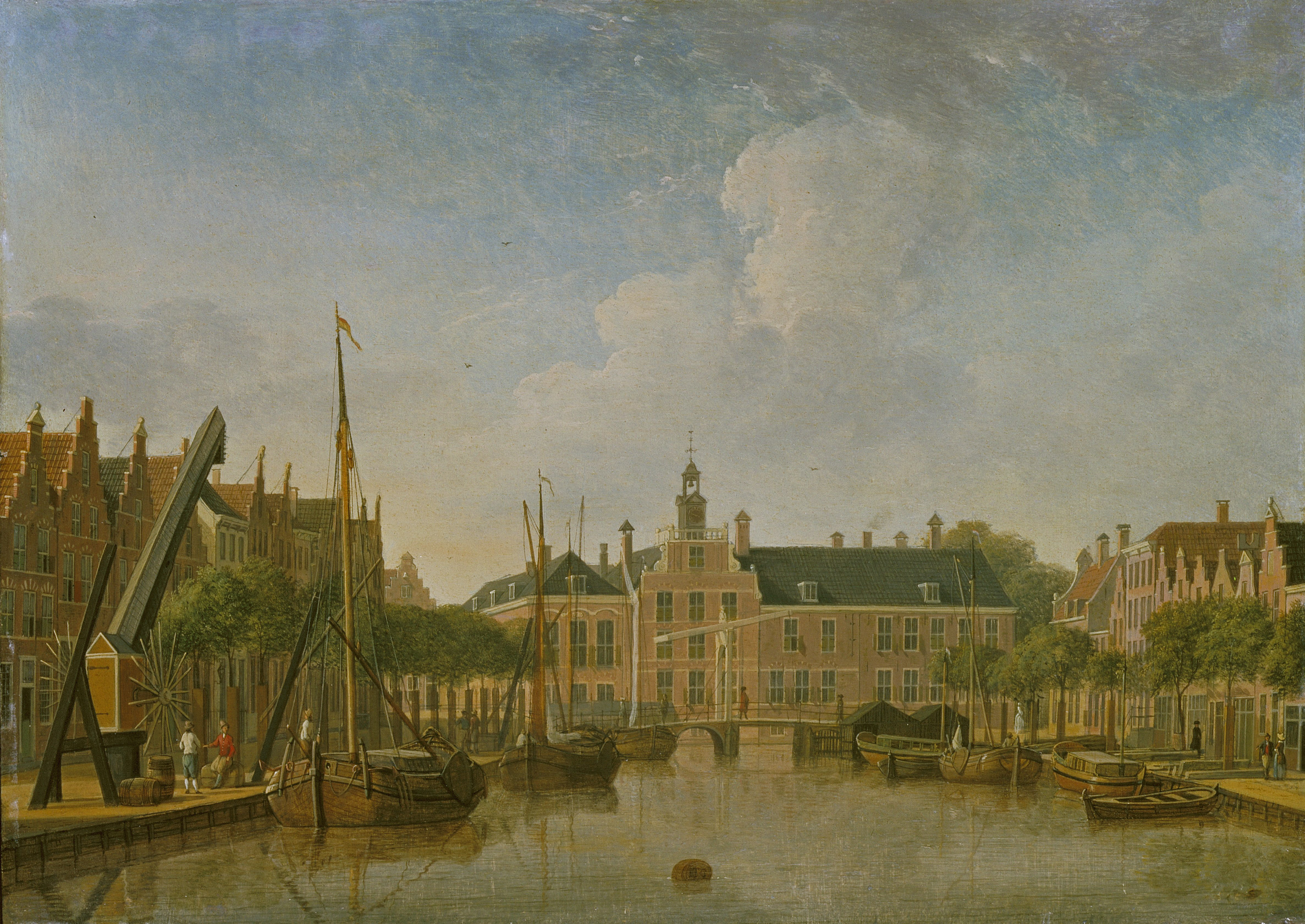
Jan ten Compe, De Bierkade en het Groenewegje gezien naar het Spui, ca. 1750

Enkele voorbereidende schetsen van Ten Compe zijn met waterverf ingekleurd door Jacobus Buys. Daarnaast zijn tekeningen van Ten Compe gegraveerd door Pierre Charles Nicolas Dufour en Robert Muijs.
Ten Compe had enkele leerlingen, onder wie in ieder geval Gerrit Toorenburgh.
- Bibliothèque nationale de France: cb16773725n (data)
- Biografisch Portaal: 31497137
- Digitale Bibliotheek voor de Nederlandse Letteren: comp004
- Gemeinsame Normdatei: 1259381986
- International Standard Name Identifier: 0000 0000 7075 0123
- Nederlandse Thesaurus van Auteursnamen: 089172566
- RKD-Nederlands Instituut voor Kunstgeschiedenis: 17899
- Union List of Artist Names: 500027305
- Virtual International Authority File: 95850199
- WorldCat: E39PCjtTBJXMWWfcY9XY9KRWKq